# Olof Dahlberg
Ernst Olof Ingemar Dahlberg, född 7 augusti 1942 i Forshems församling, Skaraborgs län, är en svensk journalist med huvudsaklig inriktning på utrikesfrågor. Han är far till operasångaren Tove Dahlberg.

## Karriär
Efter en pol mag-examen vid Stockholms universitet var Dahlberg anställd på Dagens Nyheter från 1968 till 1989. Under 1970-talet arbetade han särskilt med Afrikafrågor, 1979–1981 var han DN:s utrikeschef och 1982–1985 tidningens korrespondent i Paris.
Under åren 1989–1992 var han programledare och redaktör på samhällsmagasinet Kanalen i Sveriges Radio.
1992 anställdes han som utrikesreporter på Aktuellt vid Sveriges Television och gick därefter till utrikesmagasinet 8 dagar innan han 1996 blev redaktör för Dokument utifrån. 2008–2012 var han även medarbetare vid Axess TV. Han har också i SVT:s underhållningsprogram TV-huset fungerat som domare i frågetävlingarna "Kvitt eller dubbelt" och "Ljushuvudet".
1998–2000 var han ordförande i Reportrar utan gränser och 2001–2009 ordförande i Skaradjäknarnas förening i Stockholm.